# Rhamphidarpoides aberdarei
Rhamphidarpoides aberdarei är en mångfotingart som först beskrevs av Henri W. Brölemann 1920.  Rhamphidarpoides aberdarei ingår i släktet Rhamphidarpoides och familjen Odontopygidae. Inga underarter finns listade i Catalogue of Life.